# Альбрехт III (герцог Баварії)
Альбрехт III Побожний (нім. Albrecht III, der Fromme; 27 березня 1401 — 29 лютого 1460) — герцог Баварсько-Мюнхенський у 1438—1460 роках.

## Життєпис

### Молоді роки
Походив з династії Віттельсбахів. Син Ернста I, герцога Баварсько-Мюнхенського, та Єлизавети (доньки Бернабо Вісконті, сеньйора Міланського). Народився у 1401 році.
У 1420—1422 роках брав участь в Баварській війні проти Людвіга VII, герцога Баварсько-Інгольштадтського. Відзначився у вирішальній битві при Аллінзі 1422 року, в якій його батько герцог Ернст врятував Альбрехтові життя. 1429 року планувався його шлюб з Єлизаветою, донькою Ебергарда III, графа Вюртемберзького, але заручини не відбулися.
У 1433—1435 роках Альбрехт обіймав посаду керуючого справами герцога (адміністратора) в окрузі Штраубін (центральна частина колишнього Баварсько-Штраубінського герцогства, яке дісталася герцогу Ернесту за Прессбурським рішенням 1429 року).
В ці роки відновив замок Блютенбург для своєї заміської резиденції. В цей час закохався в доньку банника з Аугсбургу — Агнес Бернауер, з якою близько 1434 року обвінчався. Дізнавшись про це за відсутності Альбрехта (був на полюванні з Генріхом XVI, герцогом Ландсгут-Баварським) герцог Ернст наказав заарештувати дівчину і 12 жовтня 1435 року втопити її в Дунаї поблизу Штраубіну. Дізнавшись про те, що трапилося, Альбрехт втік до Баварії-Інгольштадт, де уклав з тамтешнім герцогом — Людвігом VII — військовий союз проти свого батька. Втім військові дії тривали не довго: у листопаді того ж року Альбрехт замирився з герцогом Ернстом.
Після примирення з батьком, Альбрехт в 1436 році пошлюбив доньку Еріка I, герцога Брауншвейг-Грубенгагена. Весілля відбулося в Мюнхені. Незабаром став співправителем батька. В цей час набув більшої релігійності в думках та вчинках, що вплинуло в подальшому на його дії як герцога.

### Герцогування
У 1438 році, після смерті батька, Альбрехт III стає герцогом Баварії-Мюнхена. У 1440 році він відхиляє пропозицію стати королем Богемії, яку отримав він чеських станів. Це було викликано побоюванням наразитися на інтердикт, оскільки чехів все ще вважали єретиками-гуситами. У 1442 році наказав усім євреям залишити межі Баварії-Мюнхена, чим завдав значної шкоди економіці держави.
У 1444 та 1445 роках здійснив дві військові кампанії проти місцевих лицарів, які займалися грабунками на важливих торговельних шляхах герцогства. Після припинення роду Віттельсбахів у 1445 році в герцогстві Баварія-Інгольштадт Альбрехт III був невдоволений діями Генріха XVI, який приєднав це герцогство до Ландсгут-Баварії. В 1450 році залагодив цей конфлікт з новим ландсгут-баварським правителем Людвігом IX.
У 1451 та 1453 роках видав додаткові нормативні акти, спрямовані проти поселення євреїв на території герцогства. 1455 року заснував бенедиктинський монастир в Андексі на горі Хайлінберг. Також надавав значні кошти монастирям та церквам Баварії. За це отримав своє прізвисько — «Побожний». Водночас підтримував рішення Базельського собору та тісно співпрацював з кардиналом Миколою Кузанським в справі реформування баварських монастирів.
У 1457 році після смерті короля Ладислава, Альбрехт III вдруге відмовився стати Богемським королем. Водночас підтримував дружні стосунки з Їржі з Подєбрад, якого стани обрали королем Богемії.
Помер у 1460 році під час епідемії чуми в Мюнхені. Поховано в монастирі в Андексі. В той же день його смерті, 29 лютого помирає син Ернст у віці двадцяти двох років. Перед смертю постановив, що повинні правити тільки двоє старших синів. Це незабаром привело до конфліктів між його синами. Йому спадкували сини Іоганн та Сигізмунд.

## Родина
1 Дружина — Агнес Бернауер
Діти: не було
2 Дружина — Анна, донька Еріка I, герцога Брауншвейг-Грубенгагена
Діти:
- Йоганн (1437—1463) — герцог Баварсько-Мюнхенський у 1460—1463 роках
- Ернст (1438—1460)
- Сигізмунд (1439—1501) — герцог Баварсько-Мюнхенський у 1460—1467, герцог Дахау-Баварський у 1467—1501 роках
- Маргарита (1442—1479) — дружина Федеріко I Гонзага, маркіза Мантуї
- Єлизавета (1443—1486) — дружина Ернста Веттіна, курфюрста Саксонії
- Альбрехт (1447—1508) — герцог Баварсько-Мюнхенський з 1463 року, одружений з Кунігундою Австрійською
- Крістоф (1449—1493) — герцог Баварсько-Мюнхенський у 1463—1493 роках
- Вольфганг (1451—1514) — канонік Пассау, Аугсбурга, Кельна
- Барбара (1454—1472) — черниця-кларисинка в монастирі Санкт-Якоб в Мюнхені
- Альбрехт (1440—1445)